# Adam Latała
Adam Latała (ur. 1942 w Wawrzeńczycach) – polski weterynarz, biolog, specjalizujący się w mikrobiologii oraz biotechnologii; nauczyciel akademicki związany z opolskimi uczelniami.

## Życiorys
Urodził się w 1942 roku w Wawrzeńczycach, w rodzinie włościańskiej. Po ukończeniu szkoły podstawowej w rodzinnej wsi, kontynuował naukę w XI Liceum Ogólnokształcącym w Krakowie, które ukończył w 1960 roku. Po pomyślnie zdanym egzaminie maturalnym rozpoczął studia weterynaryjne na Wyższej Szkole Rolniczej we Wrocławiu. Należał do aktywnych działaczy ruchu studenckiego. Był częstym bywalcem klubu studenckiego Pałacyk. Po ukończeniu studiów w 1966 roku został skierowany do pracy w Zielonej Górze. Niedługo potem przeniósł się do Opola, gdzie został kierownikiem oddziału nadzoru sanitarnego Wojewódzkiej Stacji Sanitarno-Epidemiologicznej. W 1969 roku został kierownikiem Wojewódzkiego Zakładu Weterynarii w Opolu. Jednocześnie prowadził w wolnych chwilach badania naukowe, których efektem było uzyskanie stopni naukowych: doktora w 1976 roku oraz doktora habilitowanego na wrocławskiej Akademii Rolniczej.
W 1990 roku podjął pracę w Wyższej Szkole Pedagogicznej w Opolu, od razu na stanowisku wicedyrektora Instytutu Chemii WSP ds. agrobiochemii i kierownika Zakładu Biologii Stosowanej. W tym czasie starał się podnieść rangę nauk biologicznych i dokonać ich usamodzielnienia. Po uzyskaniu tytułu profesora nauk weterynaryjnych w 1995 roku udało mu się doprowadzić do utworzenia Instytutu Biologii i Ochrony Środowiska, którego został pierwszym dyrektorem. Dzięki powołaniu nowego instytutu udało mu się skonsolidować wszystkie nauki przyrodnicze na UO. W krótkim czasie skupił też kadrę naukową dla nowej placówki, składającej się z 3 doktorów habilitowanych i 11 doktorów. Utworzył nowy kierunek studiów, którym była biologia, mając dla swoich działań poparcie władz uczelni, w tym dziekana Andrzeja Gawdzika oraz prorektora Józefa Musieloka
W 1999 roku odegrał najistotniejszą rolę w utworzeniu, szóstego wydziału w strukturze organizacyjnej Uniwersytetu Opolskiego, którym był Wydział Przyrodniczo-Techniczny. Został wybrany na jego pierwszego dziekana. Jednocześnie kierował Katedrą Biotechnologii i Biologii Molekularnej. W latach 2002–2005 sprawował funkcję prorektora ds. finansów i inwestycji. Ponadto przez pewien czas wykładał na Wydziale Mechanicznym Politechniki Opolskiej. Jest także kierownikiem Katedry Nauk Przyrodniczych oraz Zakładu Mikrobiologii i Biotechnologii Kosmetycznej na Państwowej Wyższej Szkole Zawodowej w Opolu.